# L'apparenza
L'apparenza è il 17º album discografico di Lucio Battisti, pubblicato il 7 ottobre 1988 dall'etichetta discografica Numero Uno.

## Descrizione
Questo disco è il secondo di Lucio Battisti che utilizza testi dell'autore Pasquale Panella.
L'album ripercorre le atmosfere del precedente Don Giovanni; i testi di Panella rimangono surreali e impalpabili, ma le melodie si fanno spesso più impervie e le canzoni diventano più difficili da memorizzare.
La copertina dell'album è un disegno di Lucio Battisti stesso, come è in Don Giovanni e negli altri tre album successivi. È completamente bianca e raffigura il disegno stilizzato di una credenza.

## Accoglienza
| Recensione             | Giudizio               |
| ---------------------- | ---------------------- |
| Ondarock               | 7,5 / 10 – consigliato |
| Storia della musica.it | [ 5 ]                  |

L'apparenza fu il 17º album più venduto in Italia nel 1988, raggiungendo come picco nella classifica settimanale il primo posto.

## Tracce
Lato A
Testi di Pasquale Panella, musiche di Lucio Battisti.
1. A portata di mano – 5:17
2. Specchi opposti – 4:20
3. Allontanando – 4:41
4. L'apparenza – 4:36

Lato B
Testi di Pasquale Panella, musiche di Lucio Battisti.
1. Per altri motivi – 4:19
2. Per nome – 5:24
3. Dalle prime battute – 4:57
4. Lo scenario – 4:38

### Inediti
Per questo album venne composta un'altra canzone mai pubblicata (La pace), ma facilmente reperibile nella rete e nei circuiti P2P. Alcuni sostengono che questo brano era stato scritto con la tecnica usata in Don Giovanni, ovvero quella di scrivere prima la musica e poi i testi, e venne scartato in seguito alla richiesta del paroliere di invertire il metodo.

#### La pace
Di questo brano esiste una registrazione della sola base strumentale. Il testo di Panella, mai cantato da Battisti, è stato recitato dalla giornalista Maria Concetta Mattei nello speciale TG2 Dossier Le voci di Lucio andato in onda l'8 settembre 2000 a due anni dalla scomparsa del musicista.

## Formazione
- Lucio Battisti: voce, chitarra
- Robin Smith: tastiera, chitarra
- Mitch Dalton: chitarra acustica

### Produzione
- John Gallen - tecnico del suono
- Laurent Lozahic - assistente tecnico del suono